# Finsk Tidskrift
Finsk Tidskrift för vitterhet, vetenskap, konst och politik är en svenskspråkig månadstidskrift grundad i Helsingfors  i oktober 1876 av Carl Gustaf Estlander, redigerades sedan 1896 av Reinhold Felix von Willebrand. Enligt egen utsago är den en av Nordens äldsta tidskrifter som fortfarande utkommer.  

## Priser och utmärkelser
- Svenska Akademiens Finlandspris 2000
- Meta och Ole Torvalds pris 2016